# Малинина, Татьяна Валерьевна
Татьяна Валерьевна Малинина (род. 28 января 1973, Новосибирск, СССР) — узбекистанская фигуристка, выступавшая в одиночном разряде. Первая победительница чемпионата четырёх континентов (1999), победительница финала Гран-при (1999), десятикратная чемпионка Узбекистана (1993—2002). Заслуженная спортсменка Республики Узбекистан (2000).

## Биография
Татьяна начала заниматься фигурным катанием в Новосибирске у своего отца Валерия. В 1988 году приехала в Первоуральск (Свердловская область) к Игорю Ксенофонтову. Выступала на союзных соревнованиях, а после распада СССР — на российских. С 1993 года представляла Узбекистан. В 1994 году получила тяжёлую травму голеностопа, но смогла после неё полностью восстановиться. 
Так как в Узбекистане не было элементарных условий для тренировок (отсутствовал лёд), до начала 1998 года Татьяна Малинина тренировалась в Первоуральске. В 1998 году группа узбекистанских фигуристов под руководством Игоря Ксенофонтова перебралась в город Дэйл-Сити (штат Вирджиния, США). Наиболее успешно для Татьяны сложился сезон 1998—1999 годов. Сначала она выиграла турнир серии Гран-при NHK Trophy (1998, Саппоро), а потом и финал серии (1999, Санкт-Петербург), где на второй и третьей ступени пьедестала почёта остались две будущие чемпионки мира Мария Бутырская (1999) и Ирина Слуцкая (2002, 2005). В том же сезоне она стала первой в истории победительницей турнира четырёх континентов (1999, Галифакс) и завоевала золотую медаль IV Зимних Азиатских Игр (1999, Канвондо). 
После кончины её тренера Игоря Ксенофонтова Татьяна Малинина стала готовиться к соревнованиям под руководством своего мужа Романа Скорнякова. Она принимала участие в Олимпийских играх в Солт-Лейк-Сити (2002), но из-за гриппа была вынуждена сняться после короткой программы. После чемпионата мира, где она стала 15-й, завершила любительскую карьеру.

## Личная жизнь
С 2000 года замужем за фигуристом Романом Скорняковым. У пары есть сын Илья (род. 2004), который стал двукратным чемпионом мира (2024 и 2025), и дочь Елизавета (род. 2015). После окончания спортивной карьеры Татьяна с мужем работали тренерами по фигурному катанию в Дэйл Сити (Вирджиния, США). В настоящее время они работают в городе Рестоне (Вирджиния, США).

## Спортивные достижения
| Соревнования                   | 1992–1993 | 1993–1994 | 1994–1995 | 1995–1996 | 1996–1997 | 1997–1998 | 1998–1999 | 1999–2000 | 2000–2001 | 2001–2002 |
| ------------------------------ | --------- | --------- | --------- | --------- | --------- | --------- | --------- | --------- | --------- | --------- |
| Зимние Олимпийские игры        |           |           |           |           |           | 8         |           |           |           | WD        |
| Чемпионаты мира                | 37        | 21        | 22        | 13        | 17        | 14        | 4         | 18        | 13        | 15        |
| Чемпионаты Четырёх континентов |           |           |           |           |           |           | 1         | 7         | 4         | 10        |
| Зимние Азиатские игры          |           |           |           | 2         |           |           | 1         |           |           |           |
| Чемпионаты Узбекистана         | 1         | 1         | 1         | 1         | 1         | 1         | 1         | 1         | 1         | 1         |
| Финалы Гран-при                |           |           |           |           |           |           | 1         |           | 5         | 6         |
| Skate America                  |           |           |           |           |           |           | 5         |           |           |           |
| Sparkassen Cup                 |           |           |           |           |           |           |           | 4         | 3         | 6         |
| NHK Trophy                     |           | 10        | 7         | 9         | 8         | 7         | 1         | 3         | 3         | 1         |
| Golden Spin of Zagreb          |           |           |           |           |           | 1         |           |           |           |           |

WD — снялась с соревнований